# Серго Кухіанідзе
Серго Кухіанідзе (груз. სერგო კუხიანიძე, нар. 23 квітня 1999) — грузинський футболіст, нападник клубу «Діла».
Виступав, зокрема, за клуб «Самгуралі», а також національну збірну Грузії.
Чемпіон Грузії.

## Клубна кар'єра
Народився 23 квітня 1999 року. Вихованець футбольної школи клубу «Торпедо» (Кутаїсі). Дорослу футбольну кар'єру розпочав 2017 року в основній команді того ж клубу, в якій провів один сезон, взявши участь в одному матчі чемпіонату. 
Протягом 2018—2019 років захищав кольори клубу «Мерані» (Мартвілі).
Своєю грою за останню команду привернув увагу представників тренерського штабу клубу «Самгуралі», до складу якого приєднався 2020 року. Відіграв за команду зі Цхалтубо наступні три сезони своєї ігрової кар'єри. Більшість часу, проведеного у складі «Самгуралі», був основним гравцем атакувальної ланки команди.
До складу клубу «Діла» приєднався 2023 року. 

## Виступи за збірні
У 2020 році залучався до складу молодіжної збірної Грузії. На молодіжному рівні зіграв у 4 офіційних матчах.
У 2021 році дебютував в офіційних матчах у складі національної збірної Грузії.
| Дата     | Місто   | Господарі  | Результат | Гості  | Турнір           | Голи | Примітки |
| -------- | ------- | ---------- | --------- | ------ | ---------------- | ---- | -------- |
| 6-6-2021 | Енсхеде | Нідерланди | 3 – 0     | Грузія | товариський матч | -    | 88'      |
| Усього   |         | Матчів     | 1         |        | Голів            | 0    |          |

## Титули і досягнення
- Чемпіон Грузії (1):

«Торпедо» (Кутаїсі): 2017